# Enarthrocarpus lyratus
Enarthrocarpus lyratus là một loài thực vật có hoa trong họ Cải. Loài này được (Forssk.) DC. mô tả khoa học đầu tiên năm 1821.